# Venezillo tenerifensis
Venezillo tenerifensis es una especie de crustáceo isópodo terrestre de la familia Armadillidae.

## Distribución geográfica
Es endémica de Tenerife (España).